# 国际广播协会

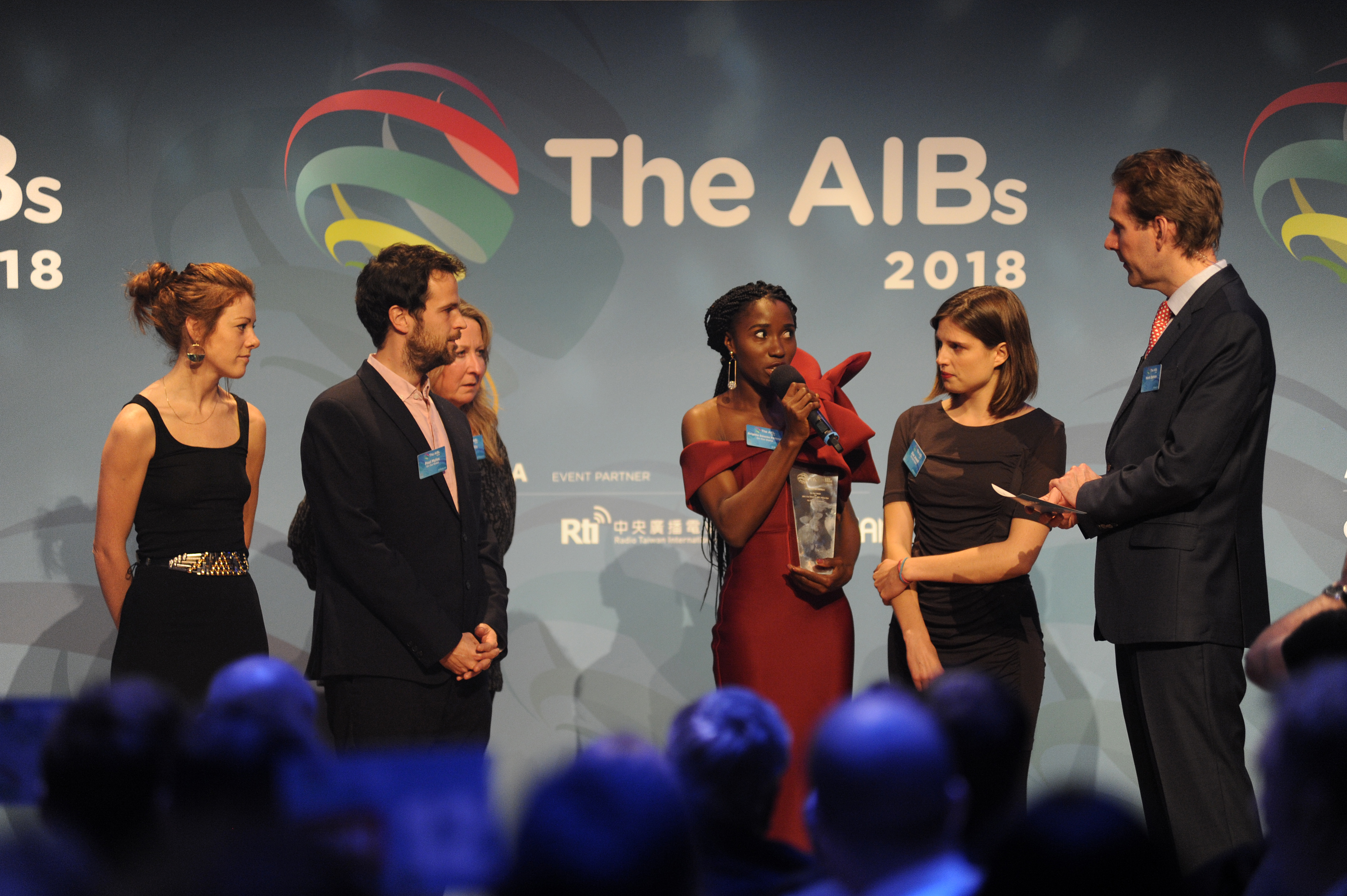
《我被偷走的童年》布里吉特·索苏·佩雷尼——2018 年 AIB（国际广播协会）奖

国际广播协会（英語：Association for International Broadcasting, AIB) 成立于1993年，是一个代表国际电视和无线电广播公司以及在线广播公司的非营利性非政府商会。此机构由从国际广播协会成员中选出的六名成员组成的执行委员会管理。此机构的秘书处位于英国肯特郡。

## 活动
此机构的主要活动领域包括：
- 媒体自由[1][2][3][4]
- 网络安全[5][6]
- 可持续性
- 监管事务[7][8][9]

国际广播协会为其成员提供市场情报、游说、商业网络和营销支持。它发布国际媒体新闻简报（覆盖全球2.7万人）。
国际广播协会拥有大量涵盖世界各地关于广播和电子媒体的数据。
国际广播协会于2005年设立一个名为“AIBs”的奖项，旨在表彰最好的电视和广播电视节目。此奖项吸引各大洲的广播公司和独立制作公司以多种语言参赛。

## 成员
以下广播公司、组织、公司以及电视和广播频道是 AIB 的成员。 
| 国家/地区                        | 机构名称                   | 性质                |
| -------------------------------- | -------------------------- | ------------------- |
| 亚太地区 · （总部位于 马来西亚） | 亞太廣播聯盟               | 广播协会            |
|                                  | 澳大利亚广播公司           | 公共，电视/广播     |
| 加拿大                           | 加拿大廣播公司             | 公共，电视/广播     |
| 中华人民共和国                   | 凤凰卫视                   | 部分国有，电视/广播 |
| 法國                             | 法國世界媒體               | 国有，电视/广播     |
| 德国                             | 德国之声                   | 公共，电视/广播     |
| 德国                             | 施密茨合作伙伴             | 律师事务所          |
| 印度                             | 印度广播公司               | 公共，电视/广播     |
| 印度                             | TV9电视网                  | 私营，电视          |
| 日本                             | NHK日本国际传媒            | 公共，电视/广播     |
| 新西兰                           | 新西蘭國際廣播電台         | 公共，广播          |
| 奈及利亞                         | 渠道電視                   | 私营，电视          |
| 巴基斯坦                         | Geo TV                     | 私营，电视          |
| 巴基斯坦                         | Hum电视网                  | 私营，电视          |
|                                  | 半岛媒体网络               | 国家资助            |
| 羅馬尼亞                         | Antena 3                   | 私营，电视          |
| 羅馬尼亞                         | 罗马尼亚国际广播电台       | 公共，电播          |
| 俄羅斯                           | 今日俄罗斯                 | 国有，电视/广播     |
| 俄羅斯                           | Ruptly                     | 通讯社，隶属于RT    |
| 沙烏地阿拉伯                     | 阿拉伯卫星电视台           | 电视/广播           |
| 新加坡                           | 亚洲新闻台                 | 国家资助，电视      |
| 中華民國（臺灣）                 | 中央廣播電臺               | 公共，广播          |
| 土耳其                           | 土耳其广播电视公司国际频道 | 国有，电视          |
| 英国                             | Arqiva                     | 电信业者            |
| 英国                             | 英國廣播公司新聞           | 公共，电视/广播     |
| 英国                             | 伊朗国际电视台             | 私营，电视          |
| 美国                             | 彭博電視                   | 私营，电视          |
| 美国                             | 舒爾公司                   | 音响业者            |
| 美国                             | 美国国际媒体署             | 政府机构，电视/广播 |